# بوگوشوو
بوگوشوو (به صربی: Bogoševo) یک منطقهٔ مسکونی در صربستان است که در ولادیچین خان واقع شده‌است. بوگوشوو ۱۷۶ نفر جمعیت دارد.